# Anathallis pubipetala
Anathallis pubipetala é uma espécie de orquídea (Orchidaceae) originária do Brasil.